# Collegiata dei Santi Nazaro e Celso
La chiesa dei Santi Nazaro e Celso è una chiesa di Brescia, situata in corso Giacomo Matteotti, all'incrocio con via Fratelli Bronzetti.
Ricostruita integralmente nella seconda metà del Settecento dall'architetto Antonio Marchetti sulla base di un edificio molto più antico, è oggi un grande esempio di architettura neoclassica unitaria a Brescia e una delle più grandi chiese della città. Contiene numerose e preziose opere d'arte, fra le quali spicca il Polittico Averoldi, capolavoro giovanile di Tiziano.

## Storia

### Le origini
Un luogo di culto nella zona dedicato ai santi Nazario (o Nazaro) e Celso è rilevabile già nelle annotazioni di Alberico da Gambara, che nel 1239 si occupa dell'ampliamento della cinta muraria urbana e dell'urbanistica delle nuove aree inglobate: il frate, infatti, nomina l'attuale corso Matteotti come "strada antiqua S.ti Nazarii". L'edificio originale, però, non doveva trovarsi dove sorge oggi la chiesa, bensì sul lato sinistro della via e un poco più a ovest, come si può dedurre dalla precisa individuazione delle vie del quartiere redatta negli atti duecenteschi del Liber Potheris.
Il nucleo originario della chiesa attuale viene fondato da Berardo Maggi all'inizio del Trecento, spostando il culto in questa nuova chiesa, sicuramente più ampia e funzionale dell'edificio originale che, probabilmente, doveva trattarsi poco più di una cappella. Sempre per opera del Maggi, nella nuova chiesa si insedia un collegio composto da cinque sacerdoti, destinato ad ingrandirsi nei secoli.

### Il rifacimento quattrocentesco

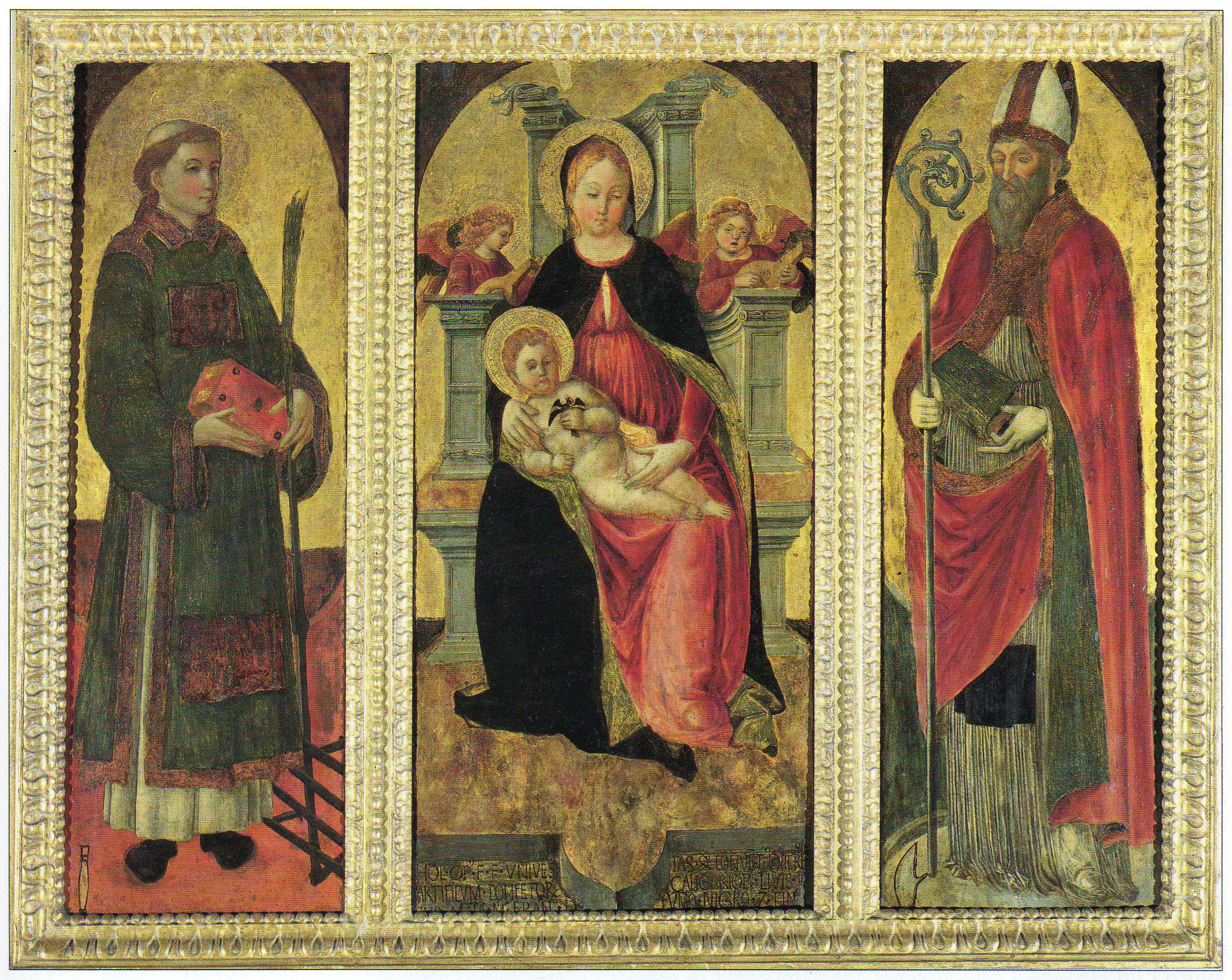
Madonna col Bambino tra i santi Lorenzo e Agostino di Paolo da Caylina il Vecchio, databile tra il 1460 e il 1480

La collegiata conosce un primo, grande capitolo di rinnovo durante il Quattrocento sotto il capitolato di Giovanni Ducco e dei provosti successivi. Una sommaria descrizione della nuova chiesa, forse più un ampliamento che una ricostruzione totale, viene redatta da Giulio Todeschini nel 1566, il quale annota le sue imponenti dimensioni in altezza e lunghezza e il fatto che i muri fossero costruiti "alla moderna", cioè almeno quattrocenteschi, tardo gotici. L'architetto segnala anche un'iscrizione incisa su un pilastro di facciata recante la scritta "1455/85", che dovettero essere pertanto i due estremi temporali del cantiere avviato da Giovanni Ducco e dai successori. Già lo stesso Todeschini, peraltro, interpreta l'iscrizione in questo modo.
Gli artefici della nuova fabbrica sono tutte personalità dell'architettura, dell'arte e dell'artigianato cittadini quattrocenteschi: dai documenti si rilevano i nomi di Jacopo da Milano, Tonino da Lumezzane, Giovanni Serina, Betino Crescimbeni, Pecino da Caravaggio, Merino da Noboli e Giovanni da Cavernago, anche se la direzione del cantiere dovette essere affidata ai due più esperti della materia: Tonino da Lumezzane e Pecino da Caravaggio, il primo più volte definito ingegnere negli atti municipali, mentre il secondo artefice di innumerevoli interventi in città e collaboratore di Antonio da Sangallo il Vecchio per la costruzione delle fortificazioni di Civita Castellana.
Giulio Antonio Averoldi è il solo, nella letteratura artistica antica, a trattare direttamente dell'architettura di questa chiesa, scrivendo: "si comprenda l'antichità dell'insigne Basilica dalla gran nave lavorata a travatura, e catene, e con gli altari da una sola parte". Dallo scritto dell'Averoldi e da alcune testimonianze iconografiche, tra cui una pianta parziale del 1677, si può ricostruire l'originario aspetto dell'edificio come una grande chiesa a navata unica ad arconi successivi e tetto a vista, con profondo presbiterio a pianta quadrata e una fila di cappelle solamente sul lato destro. La minore lunghezza rispetto all'attuale generava un sagrato più profondo davanti alla facciata. Il rinnovo delle architetture e dei locali della collegiata, unito al notevole operato dei prevosti, rendono San Nazaro il secondo centro religioso urbano per importanza dopo la Cattedrale.

### Il Cinquecento

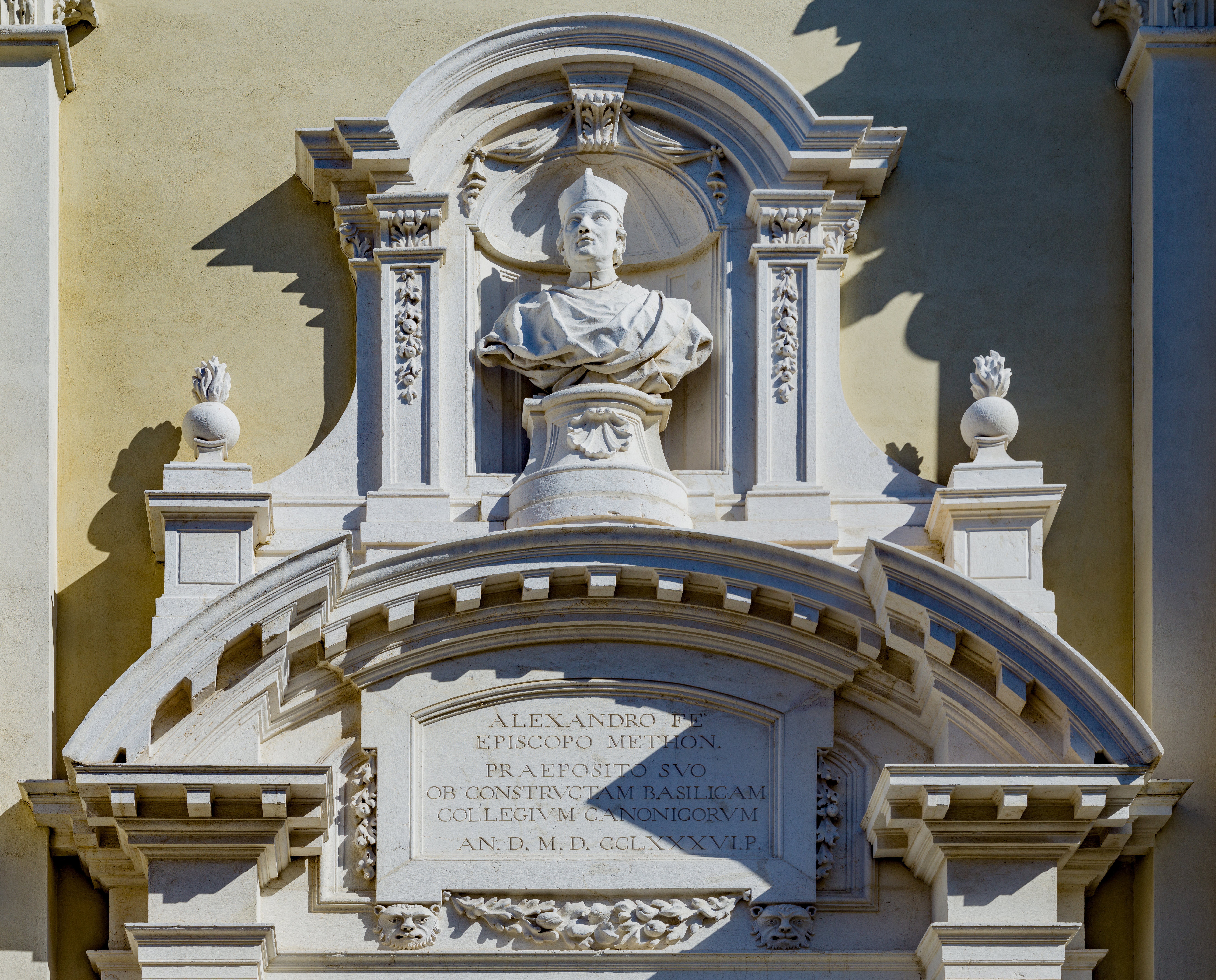
Busto del vescovo Alessandro Fè d'Ostiani sul portale

Dopo un breve periodo di commenda affidata a Raffaele Riario nel 1496, le pressioni del popolo bresciano sulla diocesi portano il cardinale alla rinuncia dei propri privilegi nel 1504 in favore di Ottaviano Ducco, al quale si sostituisce Altobello Averoldi nel 1515. All'Averoldi si deve la commissione a Tiziano della grande opera che prenderà poi il suo nome, il Polittico Averoldi. Tale commissione è rappresentativa del grande impegno del prevosto mirato al rilancio di immagine della collegiata: la chiesa si arricchisce di sculture e dipinti della più contemporanea linea artistica rinascimentale, firmate da grandi autori quali lo stesso Tiziano, seguito da Paolo Caylina il Vecchio, Romanino, Moretto. A ciò si aggiungono le commissioni di nuovi arredi liturgici, il rifacimento dell'organo, delle cantorie e il restauro dell'abitazione del prevosto. Inoltre nel 1516 il primicerio Giovanfrancesco Ducco incarica Floriano Ferramola di decorare con i ritratti dei canonici la preziosa Sala Capitolare.
L'opera degli immediati successori, Fabio e Giovan Matteo Averoldi, non è da meno: nel 1553 si procede all'ampliamento e all'abbellimento della facciata con una nuova veste rinascimentale, mentre all'interno si completano la canonica e il secondo organo. Nella seconda metà del secolo, invece, viene ricostruito il campanile e l'architettura della chiesa dovette subire alcuni interventi per mano di Giulio Todeschini, in particolare nell'abside e in alcune cappelle laterali.
Nel 1581 la collegiata riceve san Carlo Borromeo in visita apostolica, che rimane alquanto insospettito dalla complessa situazione giuridica e amministrativa del Capitolo. Nella relazione della visita, protratta per giorni, si leggono interrogatori, profonde indagini e, infine, numerosissime ordinanze, da concretizzarsi al più presto. Il collegio di sacerdoti, però, si rivelerà molto mal disposto verso le imperiose volontà del Borromeo, vanificando la maggior parte delle ordinanze.

### Il Seicento
I lavori di abbellimento già avviati nella seconda metà del secolo precedente continuano anche all'inizio del Seicento, interessando soprattutto le cappelle laterali, fra cui quella del Santissimo Sacramento, legata all'importante e omonima confraternita, che viene abbellita da pitture di Ottavio Viviani.
Nel frattempo, nella collegiata si affievolisce il fervore cinquecentesco: i prevosti sono quasi sempre assenti e agiscono per conto loro canonici e parrocchiani. La peste del 1630 reca ulteriori difficoltà e smorza qualsiasi cantiere all'interno e all'esterno della chiesa, con un minimo accenno di ripresa nel rifacimento della copertura di una cappella deliberato nel 1638. Anche negli anni successivi gli interventi, che pure si susseguono, sono tutti di trascurabile importanza, relegati a opere di manutenzione.
Nel 1667, grazie alla donazione di un fedele, viene commissionato a Lelio Zucchi di Verolanuova il nuovo coro ligneo, terminato e infine installato entro tre anni. Il progetto diventa l'innesco per una serie di iniziative che finiranno per maturare, nell'arco di un secolo, l'idea di una completa ricostruzione dell'edificio: ancora prima del completamento del nuovo coro, il prevosto Giuseppe Franzini, per meglio accogliere l'opera, ordina il rifacimento della pavimentazione dell'intera chiesa, che viene completata, almeno nella zona absidale, prima dell'installazione dei nuovi seggi. A coro ultimato, viene proposto anche il rifacimento dell'altare maggiore per una migliore unitarietà formale dell'insieme: negli anni successivi, a ruota, vengono abbelliti o ricostruiti anche quasi tutti gli altari delle cappelle laterali. Nel 1679 si passa al restauro del portico sul sagrato, nel 1679 vengono sostituite le panche dell'aula e nel 1682 viene ricostruita la sagrestia. Alla morte del Franzini, a capo di tutti questi interventi, l'attività edilizia nella collegiata sembra improvvisamente cessare.

### Il Settecento: la grande ricostruzione

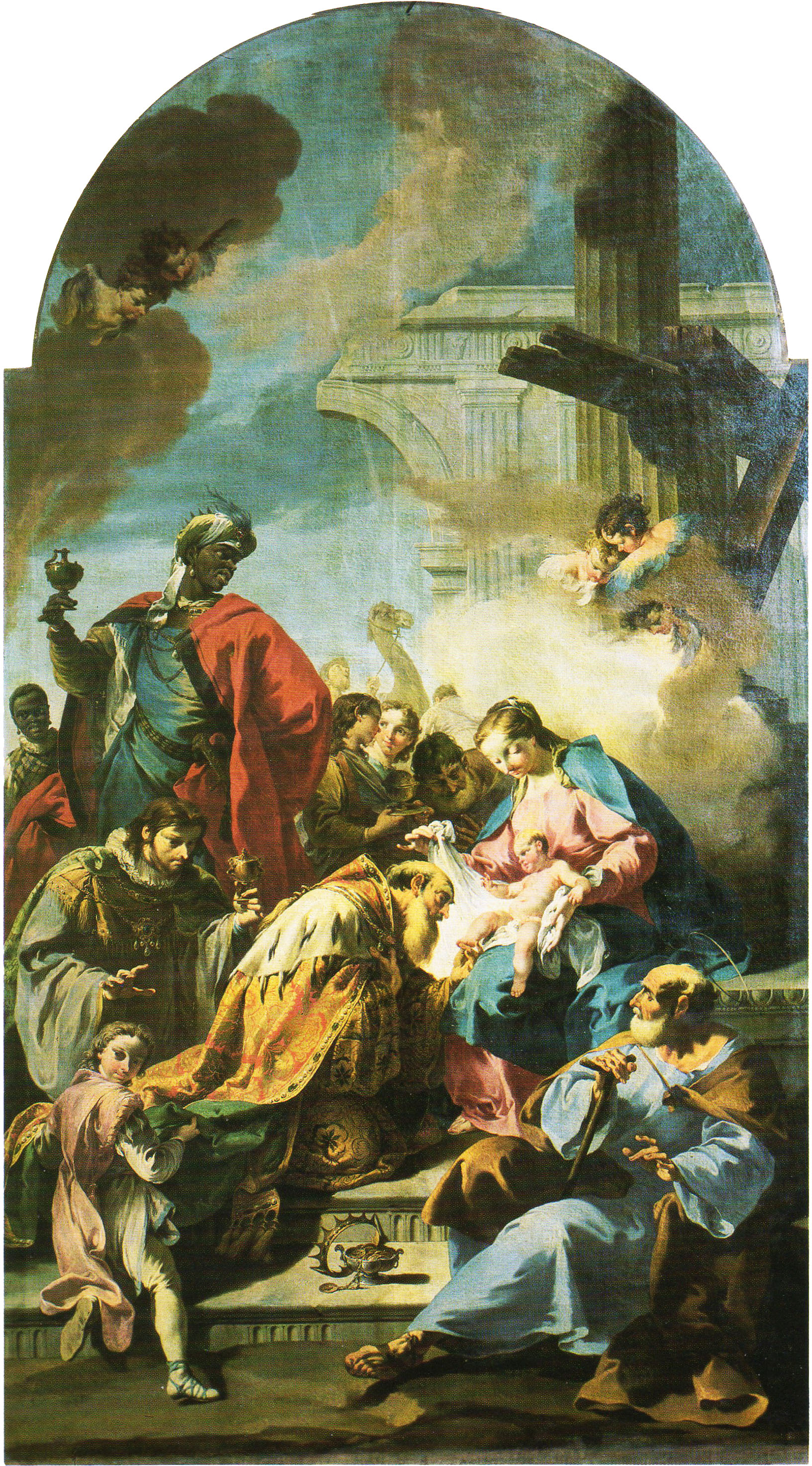
Adorazione dei Magi di Giambattista Pittoni, 1740

Bisogna attendere circa un ventennio per rilevare nuovi interventi di abbellimento nella chiesa, coincidenti con l'inizio della prepositura di Giuseppe Antonio Martinengo Palatino: tra il 1706 e la metà del secolo vengono attuate numerosissime opere di restauro e ricostruzione, nonché commissioni di nuove opere d'arte.
La grande ricostruzione dalle fondamenta della chiesa, però, si deve al prevosto Alessandro Fè d'Ostiani (1716-1791), vescovo titolare della Diocesi di Modone, che la volle fermamente durante tutto il suo capitolato, iniziato nel 1746. Nel 1748 viene steso il progetto per conto dell'architetto Giuseppe Zinelli, poi approvato da papa Benedetto XIV, e nel 1753 viene dato inizio al cantiere. Il progetto dello Zinelli, un canonico di fatto poco esperto in materia di architettura, subisce per volere del Capitolo una perizia da parte di Domenico Corbellini, personaggio di spicco dell'architettura contemporanea cittadina, circa cinque anni dopo, a cantiere già avanzato. Si tratta forse del primo segno di sfiducia nei confronti dello Zinelli che, infatti, l'anno successivo viene duramente estromesso dalla fabbrica, dopo quattro mesi di tensione con il Capitolo. Antonio Marchetti diventa il nuovo direttore dei lavori e porta il cantiere alla ripresa, dopo aver ritoccato il progetto originale. Nel 1767, mentre i lavori procedono, il Marchetti redige il progetto esecutivo per la costruzione della nuova abside con la contemporanea demolizione della precedente, fase molto rischiosa che doveva prevedere anche la connessione del campanile alle nuove murature.
La fabbrica subisce un forte freno a causa dello scoppio della polveriera di Porta San Nazaro avvenuta il 18 agosto 1769: la vecchia chiesa, già indebolita dagli sventramenti e dalla ricostruzione, crolla quasi completamente e le nuove strutture subiscono estesi danni sia a causa dell'onda d'urto, sia per la pioggia di detriti, alcuni anche di grandi dimensioni, seguita all'esplosione. I lavori riprendono, infine, entro un paio d'anni e con maggior fervore, tanto che la nuova abside è conclusa all'inizio del 1774 e, negli anni successivi, si procede alacremente con la costruzione del muro e delle cappelle a nord e all'ultimazione delle coperture. La nuova chiesa viene finalmente riaperta al culto nel 1780.
Il capitolo collegiale viene soppresso dalla Repubblica Bresciana nel 1797, mentre la chiesa rimane attiva e officiata. Il titolo di collegiata insigne viene comunque mantenuto dalla chiesa, da allora e in pianta stabile sede parrocchiale.

## Architettura
La facciata neoclassica è imponente, e presenta otto colonne corinzie con a capo un timpano triangolare attorno al quale sono presenti sette statue richiamanti altrettante figure religiose di santi.
L'interno è a navata unica con cinque cappelle minori per lato, un ampio presbiterio e un'abside semicircolare. In testa alla navata si apre un vasto pronao che fa da atrio d'ingresso alla navata stessa, dalla quale è separato mediante due colonne corinzie giganti che fungono da portale d'ingresso interno. La copertura è data da una volta a botte unghiata su tutta la navata, cupola su base ellittica sul presbiterio e infine semicupola sull'abside. Decora le pareti una successione unitaria di lesene corinzie che inquadrano le cappelle e sorreggono una trabeazione continua, sulla quale si imposta la volta.

## Opere
Nella chiesa e nei locali della collegiata sono custodite numerose e importanti opere d'arte, raccolte e commissionate dal Capitolo nel corso dei secoli e per la maggior parte preservate dopo l'integrale ricostruzione settecentesca. Fra di esse si ricordano:

### Presbiterio

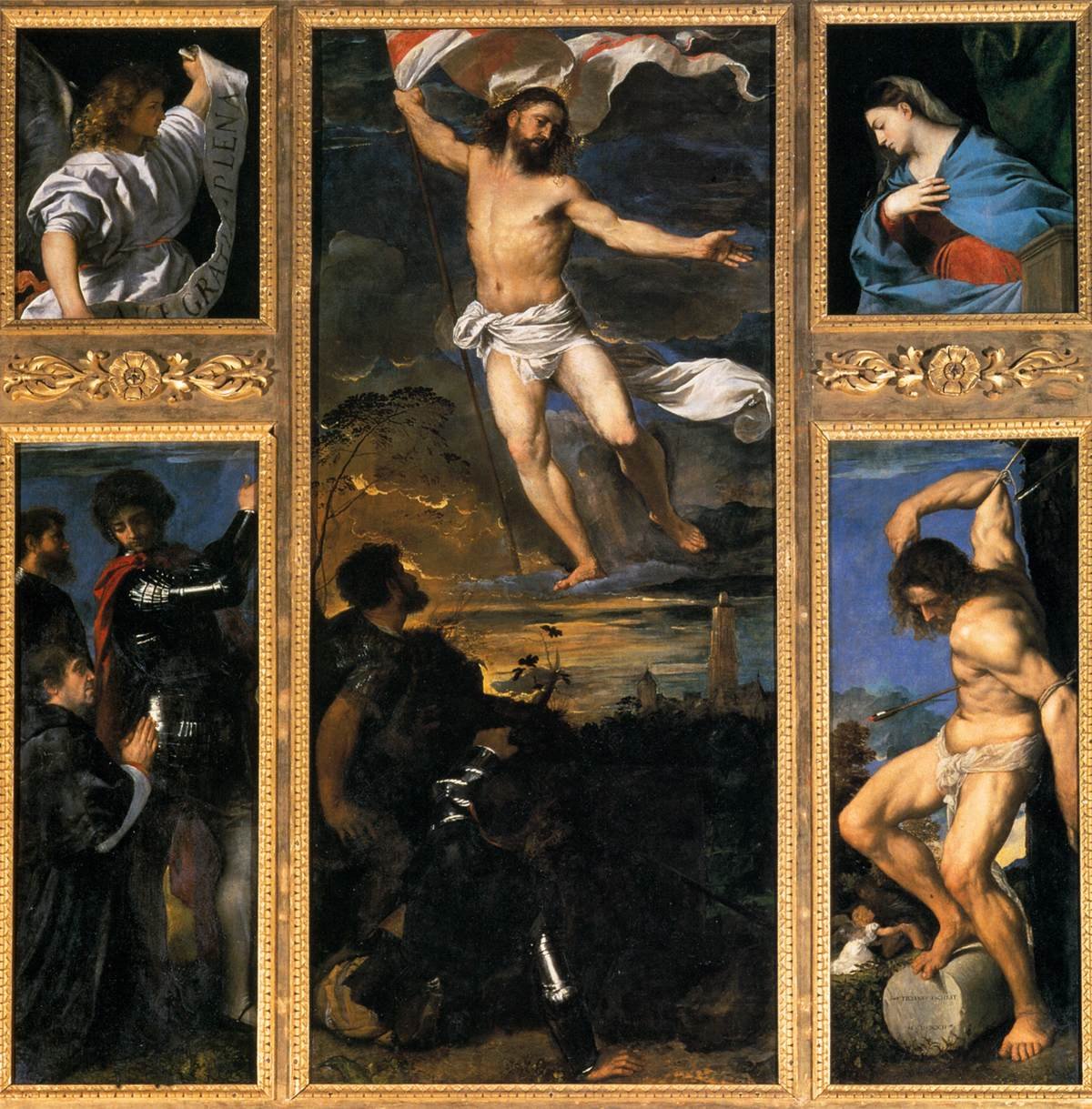
Tiziano, Polittico Averoldi, 1520-1522

Il Polittico Averoldi, capolavoro giovanile di Tiziano, datato 1522 e commissionato da Altobello Averoldi, nunzio apostolico a Venezia. Opera di chiara derivazione michelangiolesca, è un polittico composto da cinque tavole raffiguranti il Cristo risorto (al centro), i Santi Nazaro, in basso a destra, e Celso, in basso a sinistra, accompagnato da San Sebastiano e dal committente Altobello Averoldi, mentre in alto troviamo la scena dell'Annunciazione a Maria divisa in due riquadri: l'Angelo annunciante a sinistra e la Vergine annunciata a destra.

### Lato destro
Cristo in passione con Mosè e Salomone del Moretto, terzo altare destro, databile al 1541-1542. L'opera, spesso giudicata di bassa qualità e tensione spirituale dalla critica storica e moderna, si colloca nella piena maturità artistica del pittore e cede ormai il passo a forme più manieriste, perdendo molte caratteristiche dell'arte rinascimentale giovanile. Eseguita su commissione della scuola del Santissimo Sacramento attiva nella chiesa, possiede un accento notevolmente didattico, dato in particolare dalle iscrizioni sulle lapidi rette dai personaggi.

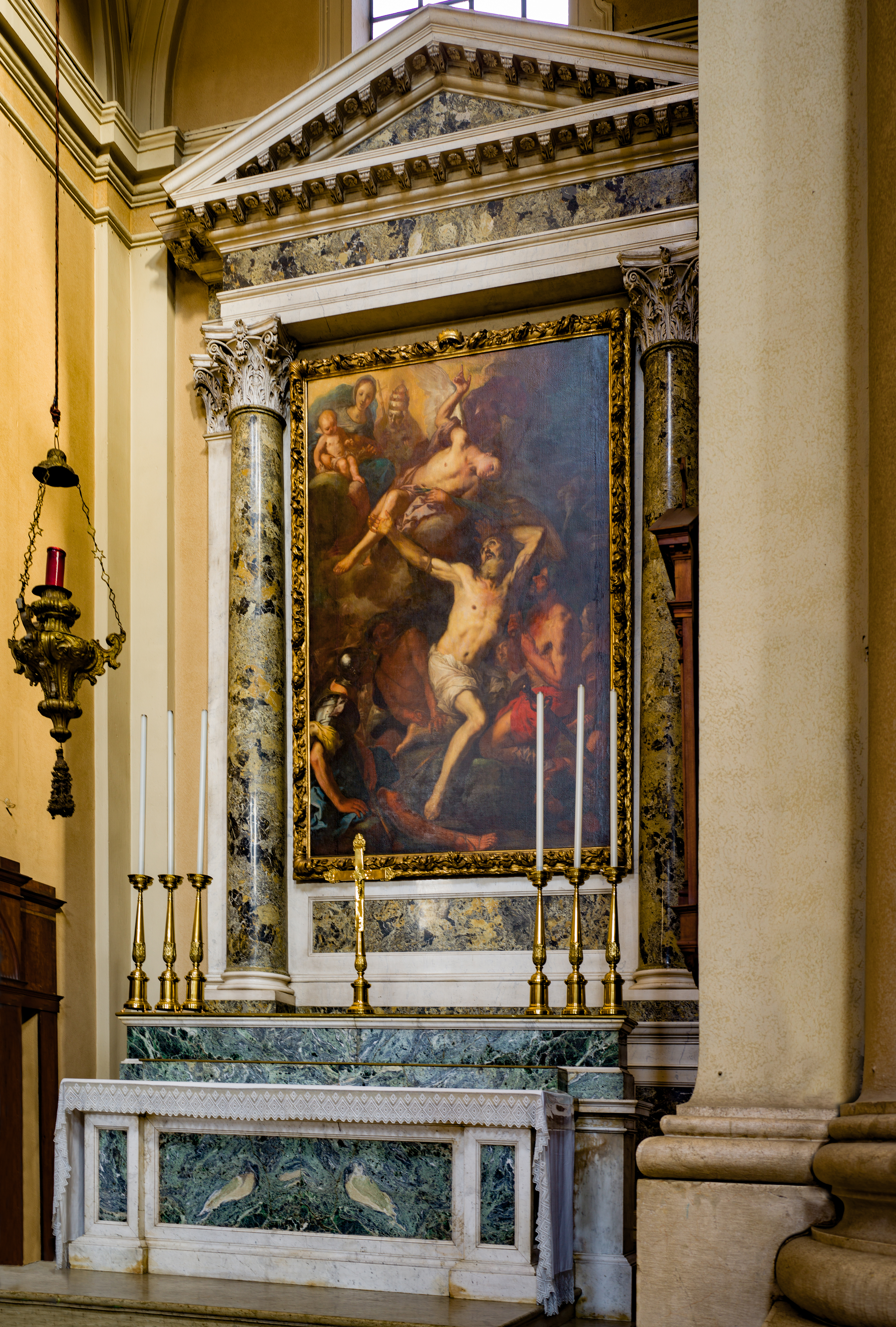
Martirio di San Bartolomeo di Antonio Zanchi.

### Lato sinistro

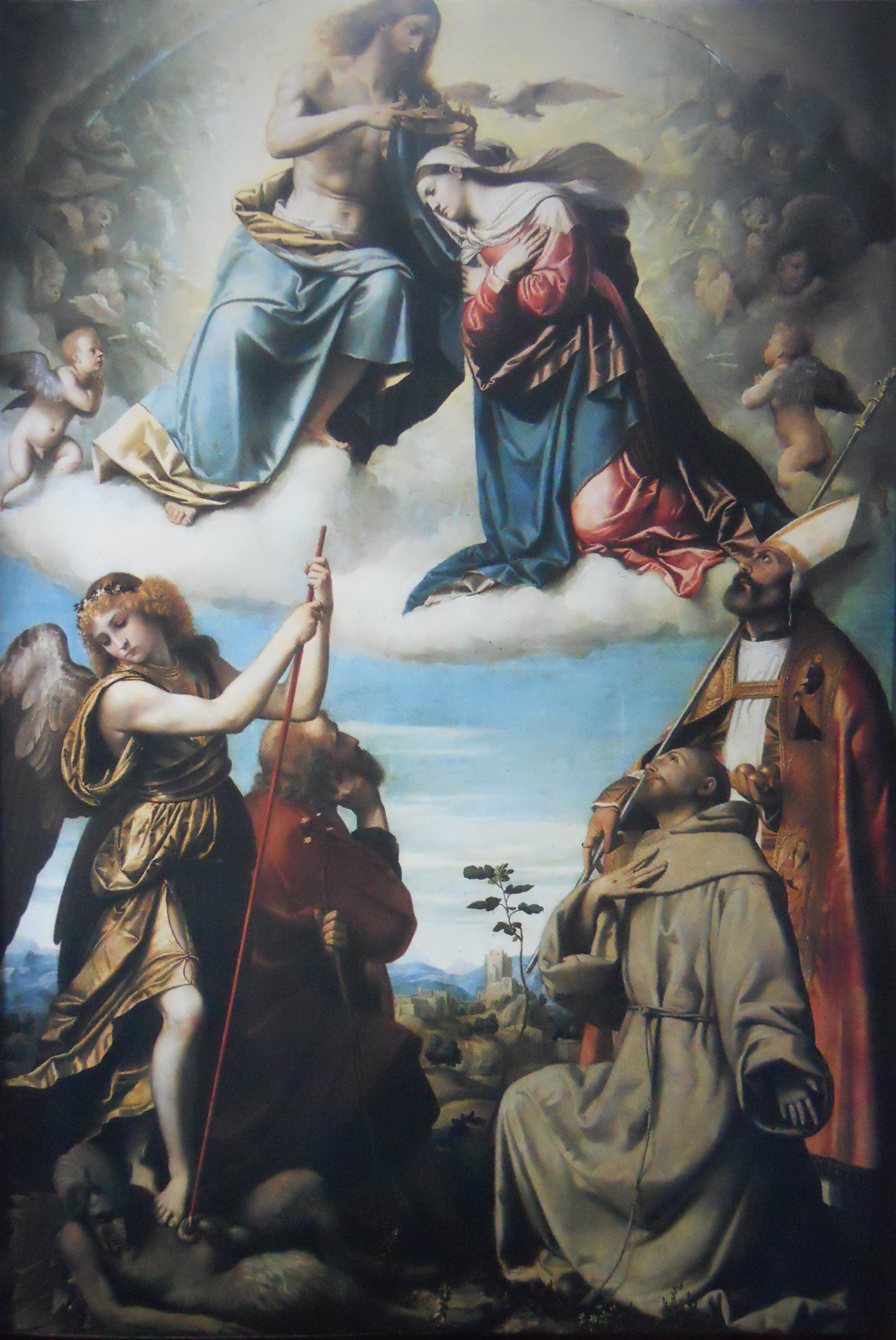
Moretto, Incoronazione della Vergine con i santi Michele Arcangelo, Giuseppe, Francesco d'Assisi e Nicola di Bari, 1534 circa

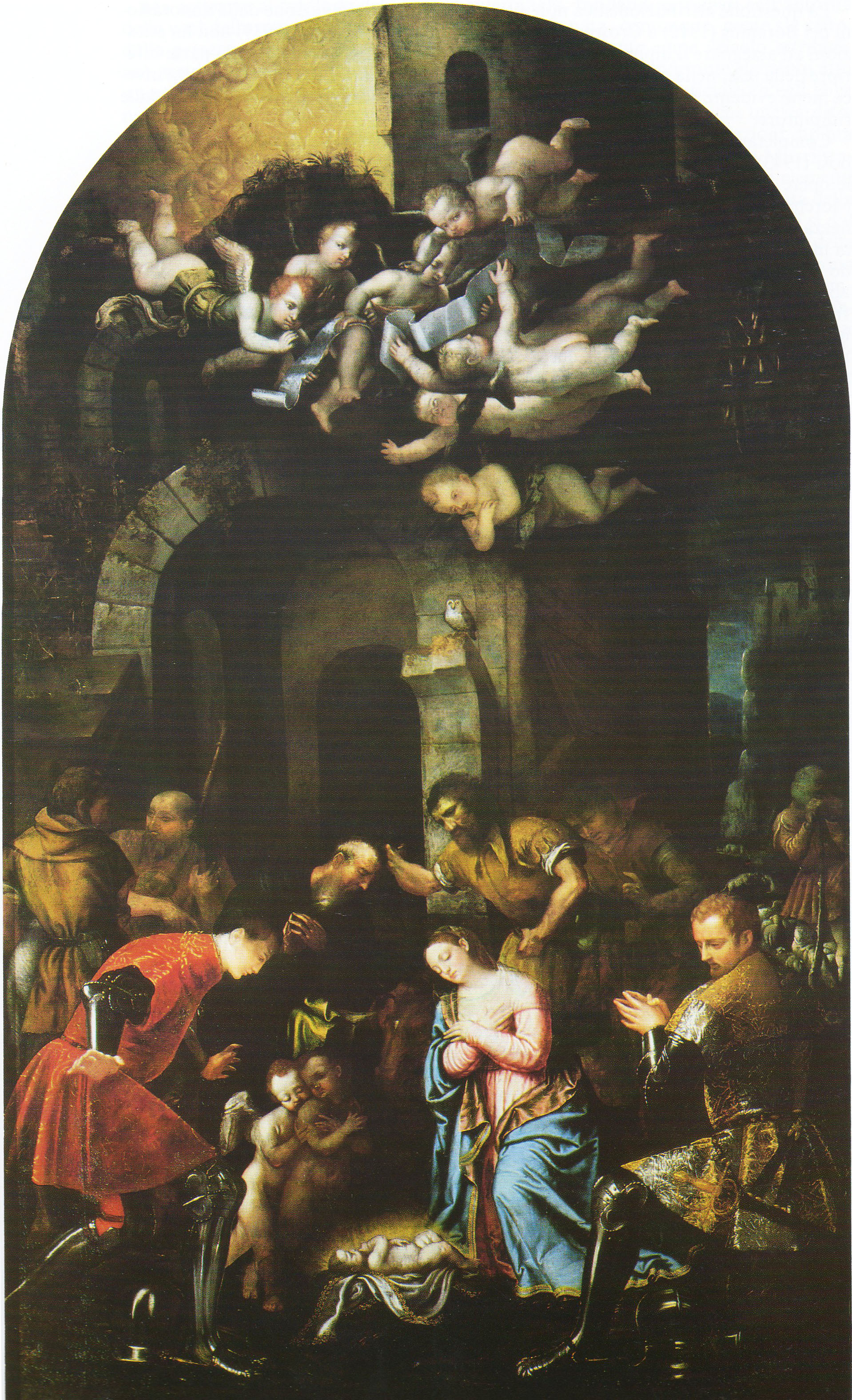
Moretto, Adorazione dei pastori con i santi Nazaro e Celso, 1540 circa

- Incoronazione della Vergine con i santi Michele Arcangelo, Giuseppe, Francesco d'Assisi e Nicola di Bari del Moretto, secondo altare sinistro, databile al 1534 circa[12]. Eseguita negli anni della sua maturità artistica, l'opera rappresenta il punto d'arrivo dell'evoluzione stilistica del Moretto in fatto di pale d'altare, diventando la maggiore opera di questo periodo e uno dei massimi capolavori di tutta la sua carriera artistica. Il dipinto era il pannello principale di un polittico, oggi smembrato e conservato parte nella chiesa e parte nella casa canonica.[12]
- Adorazione dei pastori con i santi Nazaro e Celso del Moretto, quarto altare sinistro, databile al 1540 circa.[13]

### Altre opere
- Madonna col Bambino tra i santi Lorenzo e Agostino di Paolo da Caylina il Vecchio, databile tra il 1460 e il 1480.
- Polittico di San Rocco di Antonio Gandino, 1590 circa.
- Martirio di san Bartolomeo, di Antonio Zanchi, post 1680
- Adorazione dei Magi di Giambattista Pittoni, 1740.
- Morte di san Giuseppe di Francesco Polazzo, 1738

Opere già nella chiesa:
- Santa Barbara e un devoto di Lattanzio Gambara, 1588.

### Organo a canne

L'organo della collegiata

Sulla cantoria alla sinistra del presbiterio si trova l'organo a canne, frutto della stratificazione di interventi operati in epoche differenti sul primo strumento, costruito da Domenico da Urbino nel 1577 e ricostruito da Carolus van Boort nel 1579; la sua conformazione attuale, ripristinata con un restauro di Daniele Giani del 2012-2015, si deve al rifacimento di Luigi Amati del 1803, al quale seguirono modifiche apportate rispettivamente da Angelo Amati nel 1875, e da Diego Porro e Giovanni Maccarinelli nel 1889; nel 1924 Frigerio e Fusari riformarono l'organo rendendolo a trasmissione pneumatica.
Lo strumento è alloggiato entro una ricca nicchia cassettonata incorniciata fra due lesene corinzie dipinte a finto marmo con dorature; il prospetto è costituito da un'unica cuspide con ali laterali formata dalle canne appartenenti al registro di principale 8'. L'organo è a trasmissione meccanica e dispone di 56 registri; la sua consolle, a finestra, ha due tastiere e pedaliera, con i registri azionati da manette a scorrimento laterale.

### Il tesoro della collegiata
La collegiata conserva un vasto tesoro composto da argenteria e paramenti liturgici. Spicca in particolare, per la sua antichità e preziosità, il pastorale di Altobello Averoldi, appartenuto all'alto prelato nella prima metà del Cinquecento.